# Flagnac
Flagnac település Franciaországban, Aveyron megyében. Lakosainak száma 1081 fő (2022. január 1.). Flagnac Almont-les-Junies, Decazeville, Firmi, Livinhac-le-Haut, Saint-Parthem és Saint-Santin községekkel határos.

## Népesség
A település népessége az elmúlt években az alábbi módon változott:
| Lakosok száma | 788  | 988  | 905  | 929  | 1058 | 1065 | 1060 | 1072 | 1081 | 1081 |
|               | 1968 | 1982 | 1990 | 2006 | 2013 | 2015 | 2017 | 2019 | 2020 | 2022 |